# Liga de Campeones de la EHF 2005-06
La Liga de Campeones de la EHF 2005-06 es la 46ª edición de la competición. Comenzó el 1 de octubre de 2005 y concluyó el 30 de abril de 2006. En la final de la misma el BM Ciudad Real derrotó por un global de 56-53 al Portland San Antonio.

## Ronda previa
| Equipo 1               | Agr.  | Equipo 2               | Ida   | Vuelta |
| ---------------------- | ----- | ---------------------- | ----- | ------ |
| Vojvodina-Univerexport | 54–66 | A1 Bregenz HB          | 29–31 | 25–35  |
| HC Berchem             | 48–67 | Haukar Hafnarfjördur   | 25–34 | 23–33  |
| Beşiktaş               | 70–76 | CS Dinamo București    | 34–41 | 36–35  |
| KRAS/Volendan          | 46–57 | Sony Athinaikos Athens | 21–29 | 25–28  |
| HRK Izvidac Ljubuski   | 68–49 | Sjundea IF             | 36–22 | 32–27  |
| HC Tongeren            | 53–62 | HC Granitas Kaunas     | 29–31 | 24–31  |
| Sandefjord TIF         | 48–57 | Brest HC Meshkov       | 27–31 | 21–26  |

## Fase de grupos
| Colores de la tabla                            |
| ---------------------------------------------- |
| Equipos que se clasifican a la siguiente ronda |
| Equipos que se clasifican a la Copa EHF        |
| Equipos eliminados de Europa                   |

### Grupo A
| Pos. | Equipo               | Pts. | PJ | G | E | P | GF  | GC  | Dif. | Clasificación |
| ---- | -------------------- | ---- | -- | - | - | - | --- | --- | ---- | ------------- |
| 1    | Montpellier HB       | 12   | 6  | 4 | 0 | 2 | 182 | 170 | +12  |               |
| 2    | SC Magdeburg         | 12   | 6  | 4 | 0 | 2 | 191 | 169 | +22  |               |
| 3    | Chekhovskiye Medvedi | 9    | 6  | 3 | 0 | 3 | 192 | 184 | +8   |               |
| 4    | A1 Bregenz HB        | 3    | 6  | 1 | 0 | 5 | 162 | 204 | −42  |               |

 Fuente: 
| 1 de octubre de 2005    |       |                      |
| Chekhovskiye Medvedi    | 25–30 | SC Magdeburg         |
| 2 de octubre de 2005    |       |                      |
| Montpellier HB          | 33–24 | A1 Bregenz HB        |
| 8 de octubre de 2005    |       |                      |
| SC Magdeburg            | 32–28 | Montpellier HB       |
| A1 Bregenz HB           | 30–35 | Chekhovskiye Medvedi |
| 15 de octubre de 2005   |       |                      |
| SC Magdeburg            | 37–27 | A1 Bregenz HB        |
| 16 de octubre de 2005   |       |                      |
| Montpellier HB          | 36–29 | Chekhovskiye Medvedi |
| 22 de octubre de 2005   |       |                      |
| Montpellier HB          | 29–24 | SC Magdeburg         |
| Chekhovskiye Medvedi    | 40–23 | A1 Bregenz HB        |
| 5 de noviembre de 2005  |       |                      |
| A1 Bregenz HB           | 26–28 | Montpellier HB       |
| SC Magdeburg            | 37–28 | Chekhovskiye Medvedi |
| 12 de noviembre de 2005 |       |                      |
| A1 Bregenz HB           | 32–31 | SC Magdeburg         |
| Chekhovskiye Medvedi    | 35–28 | Montpellier HB       |

### Grupo B
| Pos. | Equipo                 | Pts. | PJ | G | E | P | GF  | GC  | Dif. | Clasificación |
| ---- | ---------------------- | ---- | -- | - | - | - | --- | --- | ---- | ------------- |
| 1    | Celje                  | 15   | 6  | 5 | 0 | 1 | 191 | 143 | +48  |               |
| 2    | C.BM. Ademar León      | 12   | 6  | 4 | 0 | 2 | 179 | 160 | +19  |               |
| 3    | IK Sävehof             | 9    | 6  | 3 | 0 | 3 | 156 | 180 | −24  |               |
| 4    | Sony Athinaikos Athens | 0    | 6  | 0 | 0 | 6 | 144 | 188 | −44  |               |

 Fuente: 
| 1 de octubre de 2005    |       |                        |
| Sony Athinaikos Athens  | 21–30 | Celje                  |
| 2 de octubre de 2005    |       |                        |
| IK Sävehof              | 29–27 | C.BM. Ademar León      |
| 8 de octubre de 2005    |       |                        |
| C.BM. Ademar León       | 36–23 | Sony Athinaikos Athens |
| Celje                   | 24–19 | IK Sävehof             |
| 15 de octubre de 2005   |       |                        |
| C.BM. Ademar León       | 27–26 | Celje                  |
| Sony Athinaikos Athens  | 27–31 | IK Sävehof             |
| 22 de octubre de 2005   |       |                        |
| Sony Athinaikos Athens  | 25–29 | C.BM. Ademar León      |
| 23 de octubre de 2005   |       |                        |
| IK Sävehof              | 26–33 | Celje                  |
| 5 de noviembre de 2005  |       |                        |
| Celje                   | 33–23 | Sony Athinaikos Athens |
| C.BM. Ademar León       | 33–22 | IK Sävehof             |
| 12 de noviembre de 2005 |       |                        |
| Celje                   | 35–27 | C.BM. Ademar León      |
| IK Sävehof              | 29–26 | Sony Athinaikos Athens |

### Grupo C
| Pos. | Equipo               | Pts. | PJ | G | E | P | GF  | GC  | Dif. | Clasificación |
| ---- | -------------------- | ---- | -- | - | - | - | --- | --- | ---- | ------------- |
| 1    | Arhus GF             | 15   | 6  | 5 | 0 | 1 | 183 | 165 | +18  |               |
| 2    | RK Gorenje Velenje   | 12   | 6  | 4 | 0 | 2 | 202 | 149 | +53  |               |
| 3    | Torggler Group Meran | 6    | 6  | 2 | 0 | 4 | 166 | 204 | −38  |               |
| 4    | Haukar Handball      | 3    | 6  | 1 | 0 | 5 | 160 | 193 | −33  |               |

 Fuente: 
| 1 de octubre de 2005    |       |                      |
| Haukar Hafnarfjördur    | 27–28 | Arhus GF             |
| 2 de octubre de 2005    |       |                      |
| Torggler Group Meran    | 24–39 | RK Gorenje Velenje   |
| 8 de octubre de 2005    |       |                      |
| Arhus GF                | 35–28 | Torggler Group Meran |
| 9 de octubre de 2005    |       |                      |
| RK Gorenje Velenje      | 38–25 | Haukar Hafnarfjördur |
| 16 de octubre de 2005   |       |                      |
| RK Gorenje Velenje      | 27–28 | Arhus GF             |
| Haukar Hafnarfjördur    | 32–29 | Torggler Group Meran |
| 22 de octubre de 2005   |       |                      |
| Haukar Hafnarfjördur    | 28–33 | RK Gorenje Velenje   |
| Torggler Group Meran    | 37–31 | Arhus GF             |
| 5 de noviembre de 2005  |       |                      |
| Arhus GF                | 34–21 | Haukar Hafnarfjördur |
| 6 de noviembre de 2005  |       |                      |
| RK Gorenje Velenje      | 40–17 | Torggler Group Meran |
| 12 de noviembre de 2005 |       |                      |
| Arhus GF                | 27–25 | RK Gorenje Velenje   |
| 13 de noviembre de 2005 |       |                      |
| Torggler Group Meran    | 31–27 | Haukar Hafnarfjördur |

### Grupo D
| Pos. | Equipo               | Pts. | PJ | G | E | P | GF  | GC  | Dif. | Clasificación |
| ---- | -------------------- | ---- | -- | - | - | - | --- | --- | ---- | ------------- |
| 1    | FC Barcelona-Cifec   | 18   | 6  | 6 | 0 | 0 | 193 | 149 | +44  |               |
| 2    | SC Pick Szeged       | 9    | 6  | 3 | 0 | 3 | 161 | 150 | +11  |               |
| 3    | ZTR Zaporizhia       | 4    | 6  | 1 | 1 | 4 | 160 | 174 | −14  |               |
| 4    | HRK Izvidac Ljubuski | 4    | 6  | 1 | 1 | 4 | 148 | 189 | −41  |               |

 Fuente: 
| 1 de octubre de 2005    |       |                      |
| HRK Izvidac Ljubuski    | 27–35 | FC Barcelona-Cifec   |
| SC Pick Szeged          | 36–28 | ZTR Zaporizhia       |
| 8 de octubre de 2005    |       |                      |
| FC Barcelona-Cifec      | 27–20 | SC Pick Szeged       |
| 9 de octubre de 2005    |       |                      |
| ZTR Zaporizhia          | 32–20 | HRK Izvidac Ljubuski |
| 15 de octubre de 2005   |       |                      |
| ZTR Zaporizhia          | 22–31 | FC Barcelona-Cifec   |
| HRK Izvidac Ljubuski    | 23–22 | SC Pick Szeged       |
| 22 de octubre de 2005   |       |                      |
| HRK Izvidac Ljubuski    | 29–29 | ZTR Zaporizhia       |
| SC Pick Szeged          | 26–28 | FC Barcelona-Cifec   |
| 5 de noviembre de 2005  |       |                      |
| FC Barcelona-Cifec      | 38–27 | HRK Izvidac Ljubuski |
| ZTR Zaporizhia          | 22–24 | SC Pick Szeged       |
| 12 de noviembre de 2005 |       |                      |
| FC Barcelona-Cifec      | 34–27 | ZTR Zaporizhia       |
| SC Pick Szeged          | 33–22 | HRK Izvidac Ljubuski |

### Grupo E
| Pos. | Equipo           | Pts. | PJ | G | E | P | GF  | GC  | Dif. | Clasificación |
| ---- | ---------------- | ---- | -- | - | - | - | --- | --- | ---- | ------------- |
| 1    | THW Kiel         | 15   | 6  | 5 | 0 | 1 | 212 | 180 | +32  |               |
| 2    | KIF Kolding      | 12   | 6  | 4 | 0 | 2 | 188 | 175 | +13  |               |
| 3    | Wisła Płock      | 6    | 6  | 2 | 0 | 4 | 155 | 182 | −27  |               |
| 4    | Brest HC Meshkov | 3    | 6  | 1 | 0 | 5 | 165 | 183 | −18  |               |

 Fuente: 
| 1 de octubre de 2005    |       |                  |
| THW Kiel                | 35–28 | Brest HC Meshkov |
| 2 de octubre de 2005    |       |                  |
| KIF Kolding             | 38–29 | Wisla Plock SSA  |
| 8 de octubre de 2005    |       |                  |
| Wisła Płock             | 32–31 | THW Kiel         |
| 9 de octubre de 2005    |       |                  |
| Brest HC Meshkov        | 27–29 | KIF Kolding      |
| 15 de octubre de 2005   |       |                  |
| Wisła Płock             | 31–23 | Brest HC Meshkov |
| 16 de octubre de 2005   |       |                  |
| THW Kiel                | 36–29 | KIF Kolding      |
| 22 de octubre de 2005   |       |                  |
| THW Kiel                | 37–22 | Wisla Plock SSA  |
| 23 de octubre de 2005   |       |                  |
| KIF Kolding             | 29–28 | Brest HC Meshkov |
| 6 de noviembre de 2005  |       |                  |
| Brest HC Meshkov        | 31–37 | THW Kiel         |
| Wisła Płock             | 19–25 | KIF Kolding      |
| 13 de noviembre de 2005 |       |                  |
| Brest HC Meshkov        | 28–22 | Wisla Plock SSA  |
| KIF Kolding             | 33–35 | THW Kiel         |

### Grupo F
| Pos. | Equipo                  | Pts. | PJ | G | E | P | GF  | GC  | Dif. | Clasificación |
| ---- | ----------------------- | ---- | -- | - | - | - | --- | --- | ---- | ------------- |
| 1    | Ciudad Real             | 15   | 6  | 5 | 0 | 1 | 203 | 147 | +56  |               |
| 2    | MKB Veszprém KC         | 15   | 6  | 5 | 0 | 1 | 206 | 165 | +41  |               |
| 3    | Tatran Presov           | 3    | 6  | 1 | 0 | 5 | 154 | 201 | −47  |               |
| 4    | Dinamo Baumit București | 3    | 6  | 1 | 0 | 5 | 148 | 198 | −50  |               |

 Fuente: 
| 1 de octubre de 2005    |       |                         |
| Dinamo Baumit București | 24–29 | BM Ciudad Real          |
| 2 de octubre de 2005    |       |                         |
| Tatran Presov           | 23–35 | MKB Veszprém KC         |
| 8 de octubre de 2005    |       |                         |
| MKB Veszprém KC         | 37–27 | Dinamo Baumit București |
| BM Ciudad Real          | 39–24 | Tatran Presov           |
| 15 de octubre de 2005   |       |                         |
| MKB Veszprém KC         | 31–29 | BM Ciudad Real          |
| Dinamo Baumit București | 28–24 | Tatran Presov           |
| 22 de octubre de 2005   |       |                         |
| Dinamo Baumit București | 27–38 | MKB Veszprém KC         |
| 23 de octubre de 2005   |       |                         |
| Tatran Presov           | 28–32 | BM Ciudad Real          |
| 5 de noviembre de 2005  |       |                         |
| MKB Veszprém KC         | 42–25 | Tatran Presov           |
| 6 de noviembre de 2005  |       |                         |
| BM Ciudad Real          | 40–17 | Dinamo Baumit București |
| 12 de noviembre de 2005 |       |                         |
| Tatran Presov           | 30–25 | Dinamo Baumit București |
| 13 de noviembre de 2005 |       |                         |
| BM Ciudad Real          | 34–23 | MKB Veszprém KC         |

### Grupo G
| Pos. | Equipo                | Pts. | PJ | G | E | P | GF  | GC  | Dif. | Clasificación |
| ---- | --------------------- | ---- | -- | - | - | - | --- | --- | ---- | ------------- |
| 1    | Portland San Antonio  | 15   | 6  | 5 | 0 | 1 | 180 | 127 | +53  |               |
| 2    | RK Zagreb             | 13   | 6  | 4 | 1 | 1 | 163 | 143 | +20  |               |
| 3    | Kadetten Schaffhausen | 4    | 6  | 1 | 1 | 4 | 160 | 181 | −21  |               |
| 4    | Pelister Bitola       | 3    | 6  | 1 | 0 | 5 | 139 | 191 | −52  |               |

 Fuente: 
| 1 de octubre de 2005    |       |                       |
| Kadetten Schaffhausen   | 26–26 | RK Zagreb             |
| 2 de octubre de 2005    |       |                       |
| Portland San Antonio    | 33–18 | Pelister Bitola       |
| 8 de octubre de 2005    |       |                       |
| Pelister Bitola         | 32–31 | Kadetten Schaffhausen |
| 9 de octubre de 2005    |       |                       |
| RK Zagreb               | 24–20 | Portland San Antonio  |
| 15 de octubre de 2005   |       |                       |
| Portland San Antonio    | 31–22 | Kadetten Schaffhausen |
| 16 de octubre de 2005   |       |                       |
| RK Zagreb               | 37–13 | Pelister Bitola       |
| 22 de octubre de 2005   |       |                       |
| Portland San Antonio    | 31–15 | RK Zagreb             |
| Kadetten Schaffhausen   | 34–28 | Pelister Bitola       |
| 6 de noviembre de 2005  |       |                       |
| Pelister Bitola         | 20–29 | Portland San Antonio  |
| RK Zagreb               | 30–23 | Kadetten Schaffhausen |
| 12 de noviembre de 2005 |       |                       |
| Kadetten Schaffhausen   | 28–36 | Portland San Antonio  |
| 13 de noviembre de 2005 |       |                       |
| Pelister Bitola         | 30–31 | RK Zagreb             |

### Grupo H
| Pos. | Equipo                 | Pts. | PJ | G | E | P | GF  | GC  | Dif. | Clasificación |
| ---- | ---------------------- | ---- | -- | - | - | - | --- | --- | ---- | ------------- |
| 1    | SG Flensburg-Handewitt | 15   | 6  | 5 | 0 | 1 | 208 | 155 | +53  |               |
| 2    | Paris Handball         | 13   | 6  | 4 | 1 | 1 | 163 | 157 | +6   |               |
| 3    | HC Banik Karvina       | 7    | 6  | 2 | 1 | 3 | 160 | 164 | −4   |               |
| 4    | HC Granitas Kaunas     | 0    | 6  | 0 | 0 | 6 | 147 | 202 | −55  |               |

 Fuente: 
| 1 de octubre de 2005    |       |                        |
| HC Granitas Kaunas      | 22–27 | Paris Handball         |
| 2 de octubre de 2005    |       |                        |
| HC Banik Karvina        | 22–28 | SG Flensburg-Handewitt |
| 8 de octubre de 2005    |       |                        |
| SG Flensburg-Handewitt  | 39–22 | HC Granitas Kaunas     |
| 9 de octubre de 2005    |       |                        |
| Paris Handball          | 21–18 | HC Banik Karvina       |
| 15 de octubre de 2005   |       |                        |
| SG Flensburg-Handewitt  | 37–24 | Paris Handball         |
| HC Granitas Kaunas      | 28–35 | HC Banik Karvina       |
| 23 de octubre de 2005   |       |                        |
| HC Granitas Kaunas      | 26–38 | SG Flensburg-Handewitt |
| HC Banik Karvina        | 26–26 | Paris Handball         |
| 5 de noviembre de 2005  |       |                        |
| SG Flensburg-Handewitt  | 35–28 | HC Banik Karvina       |
| 6 de noviembre de 2005  |       |                        |
| Paris Handball          | 32–23 | HC Granitas Kaunas     |
| 13 de noviembre de 2005 |       |                        |
| Paris Handball          | 33–31 | SG Flensburg-Handewitt |
| HC Banik Karvina        | 31–26 | HC Granitas Kaunas     |

## Dieciseisavos de final
4-6 - 10-11 de diciembre de 2005	
| Equipo 1           | Agr.     | Equipo 2               | Ida   | Vuelta |
| ------------------ | -------- | ---------------------- | ----- | ------ |
| KIF Kolding        | 63–65    | Celje                  | 33–34 | 30–31  |
| SC Magdeburg       | 47–53    | FC Barcelona-Cifec     | 24–26 | 23–27  |
| RK Zagreb          | 49–51    | SG Flensburg-Handewitt | 25–23 | 24-28  |
| SC Pick Szeged     | 58–68    | BM Ciudad Real         | 31–32 | 27–36  |
| C.BM. Ademar León  | 53–53(a) | Portland San Antonio   | 31–26 | 22–27  |
| RK Gorenje Velenje | 54–55    | Montpellier HB         | 26–22 | 28–33  |
| MKB Veszprém KC    | 61–49    | Arhus GF               | 30–21 | 31–28  |
| París Handball     | 49–72    | THW Kiel               | 21–28 | 28–44  |

## Cuartos de final
26 de febrero - 4 de marzo de 2006
| Equipo 1             | Agr.  | Equipo 2               | Ida   | Vuelta |
| -------------------- | ----- | ---------------------- | ----- | ------ |
| BM Ciudad Real       | 67–55 | Celje                  | 34–27 | 33–28  |
| Portland San Antonio | 48–47 | FC Barcelona-Cifec     | 25–21 | 23–26  |
| THW Kiel             | 62–64 | SG Flensburg-Handewitt | 28–32 | 34–32  |
| Montpellier HB       | 45–48 | MKB Veszprém KC        | 23–21 | 22–27  |

## Semifinales
26 de marzo de 2006	- 1 de abril de 2006
| Equipo 1        | Agr.  | Equipo 2               | Ida   | Vuelta |
| --------------- | ----- | ---------------------- | ----- | ------ |
| BM Ciudad Real  | 60–49 | SG Flensburg-Handewitt | 31–22 | 29–27  |
| MKB Veszprém KC | 58–59 | Portland San Antonio   | 29–27 | 29–32  |

## Final
22 - 30 de abril de 2006
| Equipo 1             | Agr.  | Equipo 2       | Ida   | Vuelta |
| -------------------- | ----- | -------------- | ----- | ------ |
| Portland San Antonio | 47–62 | BM Ciudad Real | 19–25 | 28–37  |

## Top scorers
Los principales goleadores de la EHF Champions League 2005–06 fueron:
| #   | Jugador          | Equipo               | Goles |
| --- | ---------------- | -------------------- | ----- |
| 1.  | Kiril Lazarov    | MKB Veszprém KC      | 85    |
| 2.  | Eduard Kokcharov | Celje                | 78    |
| 3.  | Mirza Džomba     | BM Ciudad Real       | 73    |
| 4.  | Wissem Hmam      | Montpellier HB       | 70    |
| 5.  | Albert Rocas     | Portland San Antonio | 69    |
| 6.  | Siarhei Rutenka  | BM Ciudad Real       | 67    |
| 7.  | Momir Ilić       | RK Gorenje Velenje   | 65    |
| 8.  | Vedran Zrnić     | RK Gorenje Velenje   | 63    |
| 9.  | Bo Spellerberg   | KIF Kolding          | 61    |
| 10. | Rolando Uríos    | BM Ciudad Real       | 58    |